# Pisinsalmi
Pisinsalmi är ett sund i Finland. Det ligger i Vederlax i landskapet Kymmenedalen, i den södra delen av landet, 150 km öster om huvudstaden Helsingfors.